# 김상좌
김상좌(金商佐 ?~?)는 고려(高麗)의 개국 공신(開國 功臣) 중 한명이다. 복지겸(卜智謙)의 사위다. 본관 김해이다. 시호는 국사(國士)이다.

## 생애
태대각간 김유신(金庾信)의 후손이다. 아버지 김천수(金天授)와 어머니 은자  왕거인(王巨仁)의 딸 사이에서 태어났다. 
신라를 떠나 복지겸(卜智謙), 배현경(裵玄慶) 등과 협력해 태조 왕건(王建)을 왕으로 추대하고 고려를 개국하고 원훈(元勳)으로 삼중대광(三重大匡)이 되었다. 시호는 국사(國士)이다.
복지겸(卜智謙)의 딸과 혼인하였다. 아들 김호(金浩)는 신숭겸(申崇謙)의 사위이다.

## 가족 관계
- 아버지: 김천수(金天授) - 대각간
- 어머니:  왕거인(王巨仁)의 딸
- 숙부: 김천여(金天與) - 태보(太保)
  - 부인: 면천 복씨(沔川卜氏) - 복지겸(卜智謙)의 딸
    - 아들: 김호(金浩) - 대제학
    - 며느리: 평산 신씨(平山申氏) - 신숭겸(申崇謙)의 딸
      - 손자: 김화제(金華齊) - 우정승